# یمیشان‌لی (اغوز)
یمیشان‌لی (به لاتین: Yemişanlı) یک منطقه مسکونی در جمهوری آذربایجان است که در شهرستان اغوز واقع شده است. یمیشان‌لی ۴۸۵ نفر جمعیت دارد.